# Bestemmingsheffing
Bestemmingsheffingen worden door de lagere overheden in Nederland (provincies, waterschappen, gemeenten of productschappen) geheven van een bepaalde groep personen (heffingsplichtingen).
De opbrengst dient ter dekking of financiering van specifieke uitgaven door de lagere overheden waar de heffingsplichtigen profijt van kunnen hebben.
Er is daarbij een verband tussen heffing en profijt voor de groep van
heffingsplichtigen, maar niet noodzakelijkerwijs voor eenieder binnen die
groep en eveneens niet voor eenieder binnen die groep in gelijke mate.
Dit bijvoorbeeld in tegenstelling tot:
- een retributie waarbij er altijd een rechtstreeks verband aanwezig is, en
- een andere (belasting)heffing van het Rijk waarbij geen direct verband bestaat tussen de heffing en het profijt en waarbij in het geval dat er sprake is van een rijksbelasting, de opbrengst ten gunste van de algemene middelen komt.

Voorbeelden zijn:
- bestemmingsheffing glazenwassersbedrijf 2008 (ten behoeve van projecten op het gebied van de verbetering van de arbeidsomstandigheden, professionalisering en imagoverbetering van het glazenwassersambacht)
- bestemmingsheffing schoonheidsverzorgingsbedrijf 2008 (ten behoeve van collectieve promotie, onderwijs, scholing en opleiding, voorlichting en advisering en professionalisering van de bedrijfsvoering)
- verontreinigingsheffing (ter zake van lozen, ter bekostiging van het beheer van het watersysteem van de beheerder) Maar dus niet: de verontreinigingsheffing rijkswateren (ter zake van lozen op rijkswater) welke door de Minister van Verkeer en Waterstaat wordt geheven en als rijksbelasting wordt aangemerkt.

## Jurisprudentie
Het verschil tussen een bestemmingsheffing en een belasting die naar de algemene middelen vloeit staat momenteel onder druk door een uitspraak van het Gerechtshof 's-Hertogenbosch over de hondenbelasting. De hondenbelasting is een gemeentelijke belasting die uitsluitend wordt opgelegd aan één specifieke doelgroep (hondenbezitters). Maar het is geen bestemmingsheffing; de opbrengst behoeft niet te worden gebruikt voor het tegengaan van overlast door honden of voor ander beleid met betrekking tot honden; het vloeit naar de algemene middelen. In 2013 evenwel heeft het Hof in 's-Hertogenbosch geoordeeld dat een gemeente die de hondenbelasting alleen maar heft ten behoeve van de algemene middelen het gelijkheidsbeginsel uit artikel 1 van de Grondwet schendt. In het arrest stelt het Hof als voorwaarde voor de heffing van deze belasting dat een gemeente deze alleen mag heffen "indien de kosten die het hondenbezit voor de gemeente meebrengt van wezenlijke betekenis zijn voor het heffen van de hondenbelasting, en de hoogte van de belasting mede is afgestemd op die kosten". Aangezien die relatie in veel gemeenten niet bestaat, wordt deze uitspraak gezien als revolutionair. Verschillende lokale partijen hebben zelfs burgers opgeroepen om massaal bezwaar aan te tekenen tegen de aanslag hondenbelasting voor 2013. Indien de Hoge Raad het oordeel van het Hof bevestigt, kan dat consequenties hebben voor andere terreinen binnen de Nederlandse belastingwetgeving.